# Полежино
Полежино́ (бел. Палежыно) — хутор в Берестовицком районе Гродненской области Белоруссии.
Входит в состав Берестовицкого сельсовета.
Расположен в восточной части района. Расстояние до районного центра Большая Берестовица по автодороге — 8 км и до железнодорожной станции Берестовица — 19 км (линия Мосты — Берестовица). Ближайшие населённые пункты — Большая Берестовица, Старинцы, Эйминовцы. Площадь занимаемой территории составляет 0,0505 км², протяжённость границ 1367 м.

## История
Полежино отмечено на карте Шуберта (середина XIX века) как фольварк Пеляжин. На 1845 год числилось в составе Гродненского уезда Гродненской губернии, часть имения Большая Берестовица, принадлежавшего Л. Коссаковской. Насчитывало 209 десятин 1600 саженей земель помещика. К фольварку были приписаны деревня Эйминовцы, 20 дворов и 140 крестьян. В 1890 году в составе Велико-Берестовицкой волости, владение С. Коссаковского. По описи 1897 года насчитывало 1 двор с 26 жителями. В 1905 году 26 жителей. На 1914 год — 40. С августа 1915 по 1 января 1919 года входило в зону оккупации кайзеровской Германии. Затем, после похода Красной армии, в составе ССРБ. В феврале 1919 года в ходе советско-польской войны занято польскими войсками, а с 1920 по 1921 год войсками Красной Армии.
После подписания Рижского договора, в 1921 году Западная Белоруссия отошла к Польской Республике и Полежино было включено в состав новообразованной сельской гмины Велька-Бжостовица Гродненского повета Белостокского воеводства. В 1924 году насчитывало 2 дыма (двора) и 23 души (13 мужчин и 10 женщин). Из них 7 католиков и 16 православных; 7 поляков и 16 белорусов.
В 1939 году, согласно секретному протоколу, заключённому между СССР и Германией, Западная Белоруссия оказалась в сфере интересов советского государства и её территорию заняли войска Красной армии. В 1940 году Полежино — хутор в составе новообразованного Данилковского сельсовета Крынковского района Белостокской области БССР. С июня 1941 по июль 1944 года оккупировано немецкими войсками. С 20 сентября 1944 года в Берестовицком районе. В 1959 году насчитывало 14 жителей. С 25 декабря 1962 года по 30 июля 1966 входило в состав Свислочского района. В 1970 году насчитывало 3 жителя. С 12 ноября 1973 года в Пархимовском сельсовете. На 1998 год насчитывало 1 двор и 1 жителя. До 20 июня 2003 года входило в состав колхоза «Победа» (бел. Перамога). 18 октября 2013 года переведено в состав Берестовицкого сельсовета.

## Население
| 1897 | 1905 | 1914 | 1924 | 1959 | 1970 | 1998 | 1999 | 2009 | 2015 |
| ---- | ---- | ---- | ---- | ---- | ---- | ---- | ---- | ---- | ---- |
| 26   | 26   | 40   | 23   | 14   | 3    | 1    | 4    | 0    | 0    |

## Транспорт
Чуть менее километра северо-западнее хутора проходит республиканская автомобильная дорога Р100 Мосты—Большая Берестовица.